# Mordercza noc
Mordercza noc (ang. Nightkill) – amerykański thriller psychologiczny z 1980 roku w reżyserii Teda Posta z udziałem Roberta Mitchuma i Jaclyn Smith. 
Film opowiada o żonie bogatego przemysłowca, która została wplątana w intrygę i morderstwo, które zostało wywołane przez jej własne oszustwo. Gdy będzie próbować uniknąć konsekwencji swoich czynów, również padnie ofiarą oszustwa.
W 1981 roku Ted Post zdobył nominację do nagrody Mystfest za najlepszy film.

## Obsada
- Robert Mitchum - Donner / Rodriguez
- Jaclyn Smith - Katherine Atwell
- James Franciscus - Steve Fuller
- Mike Connors - Wendell Atwell
- Fritz Weaver - Herbert Childs
- Sybil Danning - Monika Childs
- Tina Menard - Consuela
- Belinda Mayne - Christine
- Angus Scrimm - Skoczek egipski (scena wycięta)
- Michael Anderson Jr. - porucznik Donner
- Melanie MacQueen - Alice
- Ramona Bair - pracownik socjalny
- Paty Lombard - Dziewczyna Avis